# Канаян, Гектор Вазгенович
Гектор Вазгенович Канаян (17 июня 1930 — 21 августа 2015) — советский военный музыкант, композитор и дирижёр, музыкальный педагог. Заслуженный артист РСФСР (1974). Основатель и художественный руководитель Ансамбля песни и пляски РВСН «Красная звезда» (1977—1981), подполковник.

## Биография
В 1951 окончил Тбилисское музыкальное училище им. Палиашвили. В 1955 — Институт военных дирижёров.
С 1955 по 1977 год — дирижёр военных оркестров.
В 1977 году создал Ансамбль песни и пляски РВСН «Красная звезда». C 1977 по 1981 год являлся художественным руководителем этого ансамбля. 
С 1981 по 1986 год являлся художественным руководителем ансамбля песни и пляски 1-й гвардейской танковой армии Группы советских войск в Германии (г. Дрезден).
В отставке с 1986 года. С 1986 по 2006 год являлся директором — проректором музыкальной школы им. Ю. Шапорина Московского государственного института музыки им. А. Шнитке, работал там же преподавателем по классу саксофона.
Скончался  21 августа 2015 года. Урна с прахом захоронена в колумбарии Введенского кладбища.